# Karin Ulrike Soika
Karin Ulrike Soika (* 1966 in München) ist eine zeitgenössische deutsche Malerin.

## Leben
Soika studierte Malerei an der Art Students League of New York und erhielt ihren Abschluss 1995. Ihr Schwerpunkt liegt im informellen abstrakten Expressionismus, das künstlerische Werk umfasst Bilder und Zeichnungen, sowie Texte zur Rezeption von Kunst. Sie lebt und arbeitet in München.

## Werke
- Permanent Collection of the Library of Congress, Washington, DC, U.S.A.
- Permanent Collection of the New York Public Library, New York City, NY, U.S.A.